# Liste du patrimoine immobilier classé d'Amay
Cette page regroupe l'ensemble du patrimoine immobilier classé de la ville belge d'Amay.
| Objet | Année de construction / Architecte | Adresse                  | Section communale | Coordonnées                      | Numéro d’inventaire | Illustration |
| --- | ---------------------------------- | ------------------------ | ----------------- | -------------------------------- | ------------------- | --- |
| Maison Gossuart du chapitre d'Amay |                                    |                          | Amay              | 50° 32′ 57″ nord, 5° 19′ 04″ est | 61003-CLT-0001-01   | Image manquanteTéléverser |
| Collégiale Saint-Georges et Sainte-Ode |                                    |                          | Amay              | 50° 32′ 55″ nord, 5° 19′ 03″ est | 61003-CLT-0002-01   | Collégiale Saint-Georges et Sainte-Ode |
| La tour ancienne sise rue de l'industrie à Amay |                                    | Rue de l'industrie, Amay | Amay              | 50° 32′ 45″ nord, 5° 19′ 03″ est | 61003-CLT-0003-01   | La tour ancienne sise rue de l'industrie à Amay |
| L'église abbatiale Saint-Mathieu à Flône |                                    | Flône                    | Flône             | 50° 33′ 30″ nord, 5° 20′ 11″ est | 61003-CLT-0004-01   | L'église abbatiale Saint-Mathieu à Flône |
| Abbaye de la Paix-Dieu à Jehay-Bodegnée (M) et l'ensemble formé par cette abbaye et les terrains environnants (S)                                                                                                |                                    | Jehay-Bodegnée           | Jehay-Bodegnée    | 50° 34′ 16″ nord, 5° 17′ 43″ est | 61003-CLT-0006-01   | Abbaye de la Paix-Dieu à Jehay-Bodegnée (M) et l'ensemble formé par cette abbaye et les terrains environnants (S)                                                                                                |
| L'église Saint-Lambert à Jehay |                                    | Jehay                    | Jehay-Bodegnée    | 50° 34′ 39″ nord, 5° 19′ 24″ est | 61003-CLT-0007-01   | L'église Saint-Lambert à Jehay |
| Façades et toitures du bâtiment principal du château de Jehay-Bodegnée, des communs et des caves gothiques (M) et comme site (S): l'ensemble formé par le château, ses dépendances et les terrains environnants. |                                    | Jehay                    | Jehay-Bodegnée    | 50° 34′ 38″ nord, 5° 19′ 24″ est | 61003-CLT-0008-01   | Façades et toitures du bâtiment principal du château de Jehay-Bodegnée, des communs et des caves gothiques (M) et comme site (S): l'ensemble formé par le château, ses dépendances et les terrains environnants. |
| Ancienne maison canoniale sise rue P. Dubois, n° 3 (M) à savoir: |                                    | Rue P. Dubois n° 3       | Amay              | 50° 32′ 55″ nord, 5° 19′ 01″ est | 61003-CLT-0009-01   | Image manquanteTéléverser |
| Les terrains en terrasses avec leurs murs de soutènement, leurs murs de clôture ainsi que le chemin communal qui les longe, au lieu-dit Aux terrasses à Amay                                                     |                                    | Rue Aux Terrasses        | Amay              | 50° 32′ 58″ nord, 5° 19′ 02″ est | 61003-CLT-0010-01   | Image manquanteTéléverser |
| L'ensemble de la collégiale Saint-Georges et Sainte-Ode à l'exception de l'orgue (partie instrumentale et buffet)                                                                                                |                                    |                          | Amay              | 50° 32′ 55″ nord, 5° 19′ 03″ est | 61003-PEX-0001-01   | L'ensemble de la collégiale Saint-Georges et Sainte-Ode à l'exception de l'orgue (partie instrumentale et buffet)                                                                                                |
| Le donjon de la tour Romane |                                    |                          | Amay              | 50° 32′ 45″ nord, 5° 19′ 03″ est | 61003-PEX-0002-01   | Le donjon de la tour Romane |
| Le buffet et l'orgue de l'église abbatiale Saint-Mathieu |                                    |                          | Amay              | 50° 33′ 30″ nord, 5° 20′ 11″ est | 61003-PEX-0003-01   | Le buffet et l'orgue de l'église abbatiale Saint-Mathieu |
| Les façades, toitures et caves du château de Jehay |                                    | Jehay                    | Jehay-Bodegnée    | 50° 34′ 38″ nord, 5° 19′ 24″ est | 61003-PEX-0004-01   | Les façades, toitures et caves du château de Jehay |